# Blanca de la Torre
Blanca de la Torre García (León, 14 de febrero de 1977) es una comisaria, historiadora del arte e investigadora española cuya labor se sitúa en la intersección entre las artes visuales, los ecofeminismos, la ecología política y las prácticas creativas sostenibles. Su actividad profesional abarca, además de exposiciones, la dirección de proyectos, seminarios, talleres, residencias curatoriales y simposios internacionales. Además, ha publicado más de un centenar de textos especializados en libros, catálogos y revistas.Nombrada el 11 de marzo de 2025 directora del Instituto Valenciano de Arte Moderno,  IVAM,tomó posesión en 1 de abril de 2025 

## Experiencia profesional

### Formación
Licenciada en Historia del Arte por la Universidad de León, ha obtenido también un máster en Diseño de Espacios Expositivos por el Centro Superior de Arquitectura de la Fundación Antonio Camuñas de Madrid y el Certificado de Adaptación Pedagógica (CAP) por la Universidad Complutense de Madrid. En la Facultad de Bellas Artes de esta última institución ha realizado el Programa de Doctorado, cuya tesis doctoral, titulada Crisis ecosocial, sostenibilidad, prácticas artísticas y curaduría. Teoría y praxis (2023), ha dirigido José María Parreño.

### Carrera
De la Torre se ha desempeñado no sólo como comisaria de exposiciones, sino también como conferenciante, directora de seminarios, organizadora de talleres para artistas y gestores culturales, participante en residencias curatoriales y simposios internacionales y teórica.
De la Torre ha desarrollado gran parte de su actividad profesional a nivel internacional. No obstante, también ha vinculado su trayectoria profesional a centros de referencia en España, entre los que destaca su paso entre 2009 y 2014 (con colaboraciones a distancia hasta 2017) en ARTIUM, Centro-Museo Vasco de Arte Contemporáneo (Vitoria, España) donde se ha desempeñado como comisaria, conservadora, directora de proyectos y responsable de exposiciones.
El pasado 30 de diciembre de 2020 la organización de la Bienal de Cuenca (Cuenca, Ecuador) anunció el nombramiento de Blanca de la Torre como comisaria de su 15.ª edición, que tuvo lugar en 2021, y que bajo el título Bienal del Bioceno, Cambiar el verde por azul se centró, en sus propias palabras "en la sostenibilidad como modo de operar y pensar, acortando las distancias entre estética y ética, trabajando desde la creación de posibilidades y alternativas, desde la escucha y atención al medioambiente".

### Comités y asesorías en instituciones
De la Torre forma parte de diversos comités, asociaciones profesionales y asesorías en instituciones, como son:
- Miembro del consejo editorial de Atlántica. Revista de Arte y Pensamiento del Centro Atlántico de Arte Moderno (Las Palmas de Gran Canaria, España).
- Comisaria asociada del proyecto internacional Artport Making Waves.
- Miembro del equipo de investigación Cultura y Sostenibilidad, dirigido por Alfons Martinell. REDS, Red Española para el Desarrollo Sostenible (junto al Ministerio de Cultura).
- Comité asesor del MUSAC, Museo de Arte Contemporáneo de Castilla y León (León, España) (2017-2020).
- Comité curatorial de White Box (Nueva York, EE. UU.)
- Miembro del comité asesor del VII Encuentro Cultura y Ciudadanía “Imaginación de futuros y la formulación de propuestas para la cultura después de la pandemia”, Ministerio de Cultura y Deporte.
- Miembro de la Plataforma Cultura Sostenible.
- Miembro de IKT International Association of Curators of Contemporary Art.
- Miembro de MAV, Mujeres en las Artes Visuales.
- Miembro de IAC, Instituto de Arte Contemporáneo, del cual fue también vocal de la Junta directiva (2019 – 2020).
- Asesora Pro-Helvetia, Latin American Cultural Exchange Program (2016).
- Comité de Adquisiciones y Colección, ARTIUM, Centro-Museo Vasco de arte contemporáneo (Vitoria, España) (2009-2014)
- Colaboradora de la Colección Patricia Phelps de Cisneros (2014-2015).

### Residencias y proyectos de investigación
En los últimos años, De la Torre ha realizado diversas estancias y proyectos de investigación, tanto nacionales como internacionales:
- Comisaria en residencia en Pilchuck Glass School (Stanwood, Estados Unidos).
- Comisaria en residencia de investigación en Addaya (Palma de Mallorca, España).
- Comisaria en residencia de investigación en ArtSail Residency. South Florida Arts Center y Frost Art Museum of Science (Miami, Estados Unidos).
- Comisaria invitada al programa de visitantes de la Academia de España en Roma (Roma, Italia).
- Comisaria en residencia en Casa Wabi (Puerto Escondido, México).
- Comisaria en residencia Espacio Fonte (Recife, Brasil).
- Comisaria invitada en Location One (Nueva York, Estados Unidos).
- Comisaria invitada en IASPIS (Estocolmo, Malmö y Umeå, Suecia).
- Comisaria en residencia en Curabodrum (Gölkoy, Turquía).
- Investigación Mappings Cite, Site, Sights: Recife. Brasil. Colección Patricia Phelps de Cisneros (Nueva York, Estados Unidos).
- Investigación Mappings Cite, Site, Sights: Guadalajara. México. Colección Patricia Phelps de Cisneros (Nueva York, Estados Unidos).
- Investigación Mappings Cite, Site, Sights: Cali. Colombia. Colección Patricia Phelps de Cisneros (Nueva York, Estados Unidos).

### Ponencias, conferencias, mesas redondas y acciones teóricas
En museos e instituciones del Estado español, ha realizado actividades en centros como el MNCARS Museo Nacional Centro de Arte Reina Sofía, Universidad Complutense de Madrid, UPV Universidad del País Vasco, Universidad de La Laguna, la VIII Escuela de Arte y Patrimonio Marcelino Sanz de Sautuola, CAAM Centro Atlántico de Arte Moderno, TEA - Espacio de las Artes, MUSAC Museo de Arte Contemporáneo de Castilla y León, ARTIUM Centro-Museo Vasco de Arte Contemporáneo, IVAM Instituto Valenciano de Arte Moderno, ARCO, Centro de Excelencia Internacional Sergio Arboleda, Instituto Cervantes, Bòlit_StNicolau, Fundación César Manrique, Escuela de Artes y Oficios de Oviedo, La Casa Encendida, UIMP Universidad Internacional Menéndez Pelayo, CENDEAC, Centro Cultural El Almacén o la Universitat de València, entre otros.
En museos e instituciones internacionales ha participado, entre otras, en instituciones como el Muze'on Tel Aviv Lamanut (Tel Aviv, Israel), PROA (Buenos Aires, Argentina), UNAM Universidad Nacional Autónoma de México (Ciudad de México, México), Universidad de San José (Costa Rica), Yaku Parque Museo del Agua (Quito, Ecuador), Red de Centros Culturales de España en Latinoamérica (Uruguay, Costa Rica, Honduras, República Dominicana, Guatemala, El Salvador y Argentina), National Academy of Science (Washington, Estados Unidos), Jan Van Eyck Academie (Maastricht, Países Bajos), MA*GA Museum (Gallarate, Italia), GNAM National Gallery of Modern Art (Nueva Delhi, India), A Foundation (Londres, Reino Unido), Manifesta Off (Palermo, Italia), Bangladesh Shilpakala Academy (Dhaka, Bangladés), Instituto Cervantes de Belgrado (Serbia), Instituto Cervantes de Shanghái (China), XIII Bienal de La Habana (Cuba), MOCAB Museo de Arte Contemporáneo de Belgrado (Serbia), International Curators Forum (Yokohama, Japón), Art:gwangju (Gwangju, Corea del Sur), Parsons Art and Design School (Nueva York, Estados Unidos), White Box (Nueva York, Estados Unidos), PAM Pérez Art Museum (Miami, Estados Unidos), Uniwersytet Gdański (Gdansk, Polonia), Diagonal Escuela Libre (Guadalajara, México), SOMA (Ciudad de México, México), Salzburger Kunstverein (Salzburgo, Austria), MUCA Roma (Ciudad de México, México), Art Center South Florida (Miami, Estados Unidos), NC-Arte (Bogotá, Colombia), o MAXXI (Roma, Italia).

### Jurados
- Jurado del Premio Nacional de Artes Plásticas (Madrid, España).
- Jurado (comité seleccionador) del Premio Artista Comprometido de la Fundación Daniel y Nina Carasso (Madrid, España y París, Francia).
- Jurado de la 18th Asian Art Biennale (Dhaka, Bangladés).
- Jurado de las Becas Multiverso de videoarte. Fundación BBVA (Madrid, España).
- Jurado de las becas Fundación César Manrique (Lanzarote, España).
- Jurado Abierto Valencia (Comunitat Valenciana, España).
- Jurado de Se busca comisario (Comunidad de Madrid, España).
- Jurado Open Call 2014 Serious Interests Agency (Skopje, Macedonia del Norte).
- Jurado VIP Photo (Vitoria, España).
- Jurado Becas Juan de Otaola (Basauri, España).
- Jurado Certamen de pintura de la Villa de Amurrio (Amurrio, España).
- Jurado de BANG Festival de Videoarte (Barcelona, España).
- Jurado del festival de videoarte IN OUT (Gdansk, Polonia).
- Jurado del Queens Council of Arts Grant Program Videoart & Film (Nueva York, EE. UU.).

## Comisariados (selección)
Hasta el año 2009 ha desarrollado exposiciones en ciudades como Nueva York (Rally For Dreams y Ars Sublimis), Praga (The Threeshold of the Noosphere), Londres, Madrid y Gdansk (Some Politics of the Appropriation).
Entre 2014 y 2015, fue co-comisaria de la trilogía de exposiciones Invisible Violence ("Violencia invisible", en castellano) sus tres sedes: MoCAB (Belgrado, Serbia), ARTIUM (Vitoria, España) y Salzburger Kunstverein (Salzburgo, Austria).
En 2017 llevó a cabo la exposición "HYBRIS. Una posible aproximación ecoestética" en el museo MUSAC de León, donde exploraba la relación entre el arte y la naturaleza, el medio ambiente y el cambio climático.
En el año 2018 comisarió la muestra "APEIRON: Muestra de videoarte vasco" celebrada en el marco del II Festival Cervantino de Montevideo, presentando una selección de artistas vascas en colaboración de ARTIUM, Centro-Museo Vasco de Arte Contemporáneo.
A finales de 2018 comisarió la exposición individual del artista multimedia Eugenio Ampudia en la Sala Alcalá 31 de la Comunidad de Madrid, que más tarde itineraría por diferentes países.
Ha realizado en el año 2019 el proyecto "La Huella de España" en la Edición 13 de la Bienal de La Habana comisariando el proyecto denominado "Comunicacionismos". En el año en que esta ciudad de Cuba celebra su quinto centenario .
Paralelamente ha comisariado exposiciones en museos y centros de arte internacionales, destacando, entre otros:
- MoCAB Museo de Arte Contemporáneo de Belgrado (Belgrado, Serbia)[19]
- Salzburger Kunstverein (Salzburgo, Austria)
- EFA Project Space (Nueva York, EE. UU.)
- Centro de las Artes (Monterrey, México)
- Museo Carrillo Gil (Ciudad de México, México)
- Museo de Arte Contemporáneo de Oaxaca (Oaxaca de Juárez, México)
- NC-Arte (Bogotá, Colombia)
- Academia de España en Roma (Roma, Italia)
- Łaźnia Center for Contemporary Art (Gdansk, Polonia)
- CentroCentro (Madrid, España)
- NGMA National Gallery of Modern Art (Delhi, India)

### Talleres impartidos ( selección)
Fundación César Manrique en 2017 "Ecoestéticas, El arte como medio para repensar la ecología".
En Lanzarote, en el año 2019 presenta el taller: "Como presentar un dosier artístico"

## Publicaciones(selección años 2018 y 2019)
Selección de textos publicados en libros y medios, y revistas especializadas en los años 2018 y 2019
- El libro verde del Cervantes: Sostenibilidad e Instituciones Culturales. Instituto Cervantes de Madrid. 2019
- Informe sobre el estado de la cultura 2018. Observatorio de Cultura y Comunicación, Fundación Alternativas. Madrid. 2019
- An Art Walk Through Madrid.  Hart Magazine Belgium. Bélgica. 2019
- Hyperobject. Visions btw borders, energy & ecology. An interview with Stefano Cagol. MA*GA Museum. Contemporary Art Museum. Gallarate, Milano, Italy. 2019
- Cuadra Minerale. Tierras raras y minerales críticos. Rosell Meseguer. Fundación Marcelino Botín, Santander 2019
- Sostener el infinito en la palma de la mano. Esther Pizarro. Tabacalera Madrid. Madrid. 2018
- A modo de complejo paisaje de datos. Tabacalera Madrid. Ministerio de Cultura. Madrid. 2018
- Sostener el infinito en la palma de la mano. Sala de Exposiciones Alcalá 31. Comunidad de Madrid. Madrid. 2018
- Unclassifiable Water Ecologies. Miami, Florida: Exile Books, (Upcoming). 2018
- Breve tratado de ecología cromática. (Upcoming). En Cromática. Tania Candiani. Museo de Arte Contemporáneo de Oaxaca. México. 2018.